# 環境権
環境権（かんきょうけん）とは、新しい人権の一つで、良好（快適）な環境の中で生活を営む権利のことを指す。ポルトガル（1976年導入）を皮切りに、2019年時点で国際連合加盟国のうち156か国に認められている。

## 日本における環境権
日本国憲法第13条の「幸福追求権」を根拠に主張され、学説としてはほぼ通説としての地位を確立している。
伊丹空港の騒音問題で知られる「大阪空港訴訟」では、人格権、環境権に基づく民事上の請求が認められるかどうかがその争点となった。しかし、現在までの判例は、環境権を正面から国民各人の権利として認めることを避けたものとなっている（個々人への直接的・具体的な被害があれば、環境権ではなく人格権の侵害として、請求が認められるケースはある）。
高度経済成長期の急激な工業化や開発により、河川や大気などの環境が急速に破壊されたほか、新幹線や空港の騒音などによる公害が各地で深刻な社会問題となった。1960年代より、反公害は高まりを見せ、政治的課題として急浮上した。これらを背景に1967年には「公害対策基本法」が成立した。また、各地の大規模開発に際しては、事前に環境に対する影響を調査する「環境アセスメント」などの施策が浸透していった。このような流れの中で、健康で快適な環境のもとで暮らす権利として、『環境権』が主張されはじめた。
1993年、「環境基本法」が、「公害対策基本法」を引き継ぐかたちで施行された。
日本の法律や憲法には環境権の概念は盛り込まれていない。日本国憲法改正論議の焦点として、第9条の問題に加え、この「環境権」の位置づけが以前議論された。